# Aviron
Aviron ist eine französische Gemeinde mit 1.098 Einwohnern (Stand: 1. Januar 2022) im Département Eure in der Region Normandie; sie gehört zum Arrondissement Évreux und zum Kanton Évreux-2.
Die Einwohner nennen sich Avironnais und Avironnaises.
Die Gemeinde erhielt 2022 die Auszeichnung „Zwei Blumen“, die vom Conseil national des villes et villages fleuris (CNVVF) im Rahmen des jährlichen Wettbewerbs der blumengeschmückten Städte und Dörfer verliehen wird.

## Geographie
Aviron liegt etwa drei Kilometer nordwestlich des Stadtzentrums von Évreux.

### Nachbargemeinden
Umgeben ist Aviron von den Nachbargemeinden Le Mesnil-Fuguet im Norden, Saint-Germain-des-Angles im Nordosten, Gravigny im Osten, Évreux im Südosten und Süden, Gauville-la-Campagne im Westen sowie Saint-Martin-la-Campagne im Nordwesten.

## Bevölkerungsentwicklung
| Jahr                       | 1962 | 1968 | 1975 | 1982 | 1990 | 1999 | 2006 | 2019 |
| Einwohner                  | 175  | 279  | 454  | 675  | 1136 | 1185 | 1144 | 1101 |
| Quellen: Cassini und INSEE |      |      |      |      |      |      |      |      |

## Sehenswürdigkeiten
- Schloss Garambouville